# Son Bou
Son Bou es una playa perteneciente al término municipal de Alayor, en la isla española de Menorca. Con 2400 metros de longitud, es la más grande de toda la isla y una de las más turísticas.
Está situada entre Punta Redonda y Cap de Ses Penyes, así como junto a las urbanizaciones de Son Bou, Santiago del Mediterráneo y Torre Solí Nou. Esta playa forma parte del enorme entrante de mar, en forma de U, que originó una gran bahía, totalmente abierta al mar. También se caracteriza por ser el tramo de litoral arenoso más extenso de Menorca, con más de 2,4 kilómetros longitudinales y 120 metros de anchura, tener arena fina blanca y agua cristalina, además de una afluencia alta de bañistas locales y turistas.
Por otra parte, dispone de un buen número de bares, restaurantes, hoteles, servicio de socorristas y otros servicios, además las condiciones marinas subacuáticas son óptimas para el fondeo de embarcaciones siempre que la climatología sea favorable y no soplen corrientes eólicas de componente norte o noroeste. En el extremo oeste de la playa hay una zona donde se puede practicar el nudismo.
En el acantilado que la cierra por el este, se abren las numerosas bocas de una necrópolis hipogéica talayótica, al pie de la cual hay, también una basílica paleocristiana.